# Таппер, Эрл Сайлас
Эрл Сайлас Таппер (англ. Earl Silas Tupper; 28 июля 1907 — 5 октября 1983) — американский предприниматель, основатель компании Tupperware, изобретатель герметичного пластикового контейнера для хранения продуктов питания.

## Биография
Родился в бедной фермерской семье в Берлине (штат Нью-Гэмпшир, США). Отец, Эрнест Лесли Таппер — фермер. Мать, Лулу Кларк Таппер — прачка в местном пансионате. Отец был известен как умелый ремесленник и изобретатель. Известно, что Эрнест Таппер получил патент на устройство по облегчению очистки цыплят.
Предпринимательский и изобретательский таланты Эрла проснулись рано. В 10 лет Эрл начал разносить продукцию отца по домам соседей, чем значительно увеличил продажи на ферме. В 1925 году окончил школу и в течение двух лет работал на отцовской ферме. После ухода с неё он трудился почтальоном, рабочим на железной дороге, окончил курсы по озеленению и начал свой бизнес, который разорился во время Великой депрессии. В 1936 году нанялся на работу в «Городе пионеров пластика» в компанию DuPont, где познакомился с полиэтиленом. Работая с отходами нефтеперерабатывающей промышленности, сумел очистить пластические массы от шлаков и получить новый материал названный им Poly-T.
В 1938 году уходит из DuPont и создаёт собственную фирму «Earl S. Tupper Company». Используя списанные литьевые машины и сырье DuPont, Таппер начал производство пластиковых мыльниц, бус и портсигаров. После начала Второй мировой войны Тапперу удалось получить правительственные заказы на противогазные маски и фонари для ВМС США, что существенно поправило его финансовое положение. К 1944 году военные заказы уменьшаются, и Тапперу приходится искать новые идеи для конверсии возросшего за годы войны производства. В 1945 году Эрл Таппер изобретает герметичный пластиковый контейнер и впоследствии получает патент на «крышку с герметичным замком для пластикового контейнера». Он переименовывает компанию в «Tupper Plastic Company», а в 1946 году — в Tupperware.
Пластики, выпускавшиеся в послевоенное время, были далеки от совершенства и пользовались плохой репутацией на потребительском рынке США. Продукция Tupperware продавалась плохо. В 1951 году Брауни Уайз (Brownie Wise) убеждает Таппера отказаться от продаж через торговую сеть и перейти к технике прямых продаж «От дома к дому». В том же году Уайз стала вице-президентом компании Tupperware и оставалась в этой должности вплоть до увольнения в 1958 году. Благодаря предпринимательскому таланту Уайз продукция Tupperware быстро завоевала рынок США.
В 1958 году Таппер разводится с женой, продаёт бизнес за $16 млн американской аптечной сети «Rexall» и, чтобы избежать налогов и алиментов, отказывается от гражданства США и переезжает на жительство в Коста-Рику.

### Семья
Был женат (1931—1958). Имел пятерых детей: четырёх сыновей и одну дочь.